# Richard Dadd

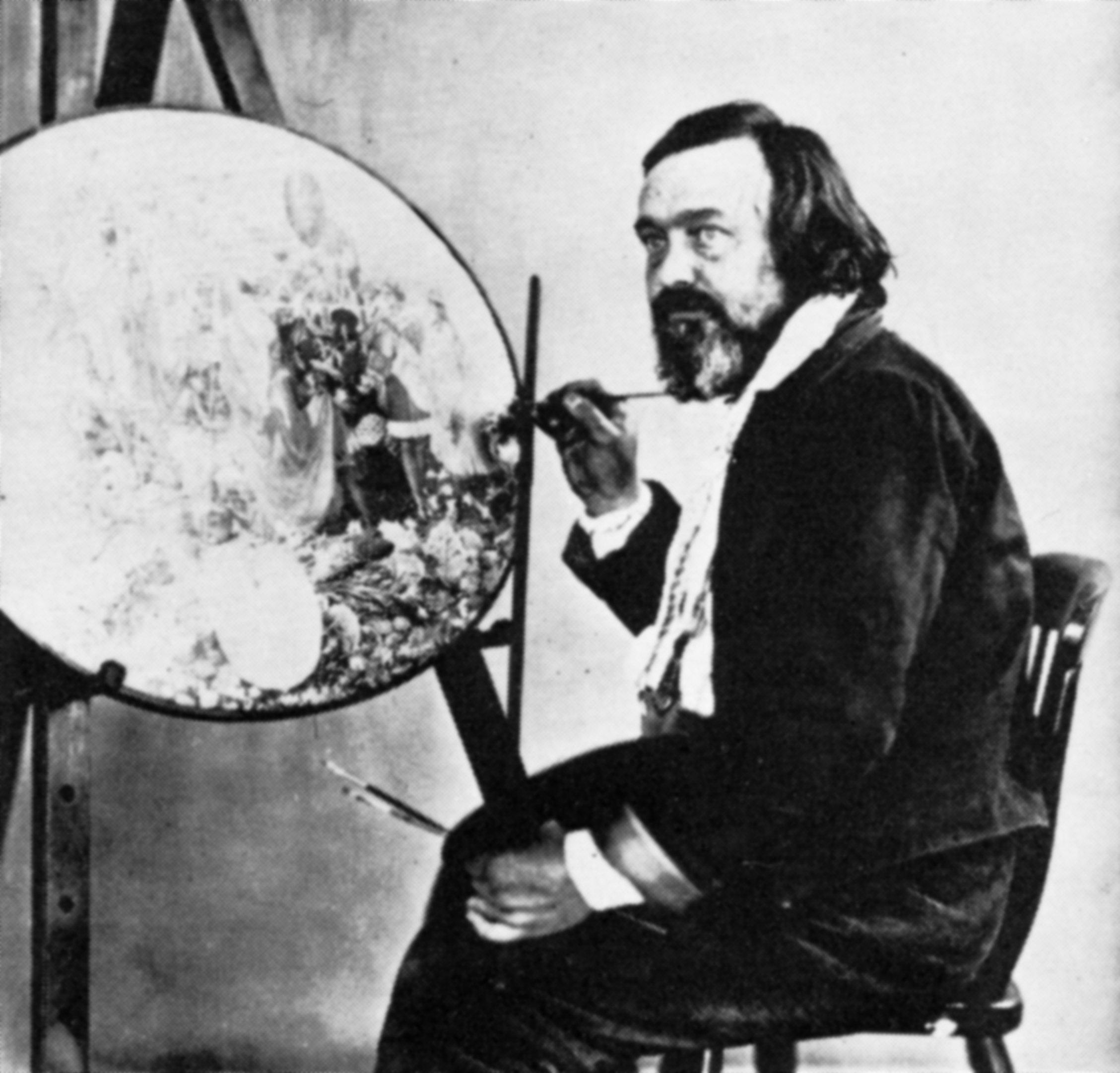
Richard Dadd um 1856

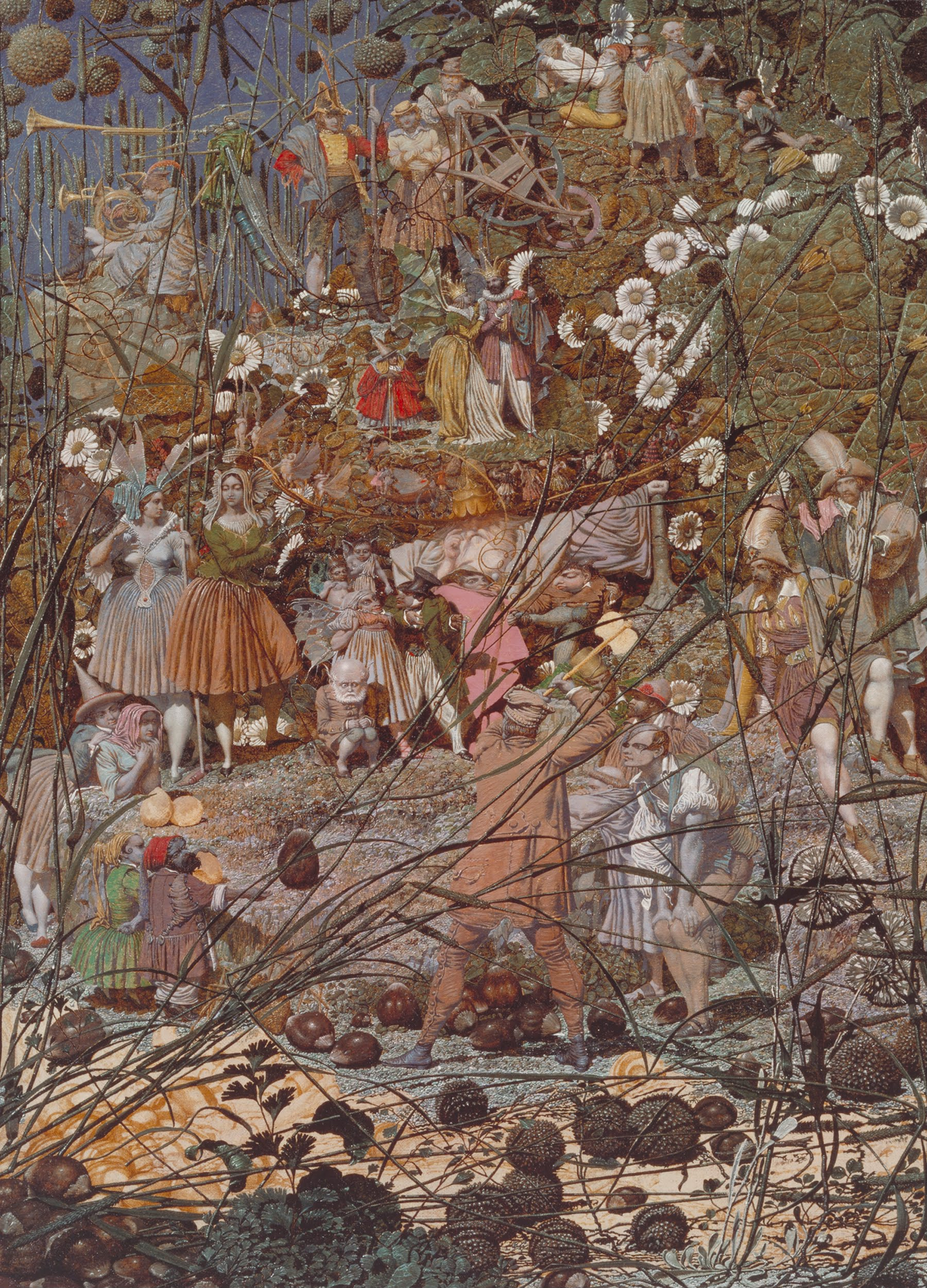
Der Meisterschlag des Elfenholzfällers

Richard Dadd (* 1. August 1817 in Chatham, Kent; † 7. Januar 1886 in London) war ein Maler des Viktorianischen Zeitalters. Er konzentrierte sich auf Feen und anderen übernatürliche Themen, die er mit höchster Akribie malte.

## Leben und Wirken
Aufgrund seiner früh gezeigten Begabung wurde Dadd im Alter von 20 Jahren in die Akademie der Künste in Großbritannien aufgenommen. Zusammen mit William Powell Frith, Augustus Egg, Henry O’Neil und anderen gründete er 1838 die Die Clique. Während einer Reise in den Vorderen Orient und Europa im Jahre 1842 verlor Dadd zunehmend den Verstand und wurde immer gewalttätiger. Er glaubte sich unter dem Einfluss des ägyptischen Gottes Osiris. Nach seiner Rückkehr wurde eine geistige Störung diagnostiziert. Daraufhin wurde er von seiner Familie in das Dorf Cobham, Kent gebracht, um sich zu erholen. 1843 erstach Dadd seinen Vater, weil er glaubte, dieser sei der Teufel in Verkleidung. Danach floh Dadd nach Frankreich. Auf dem Weg nach Paris versuchte er, einen Touristen mit einem Rasiermesser zu ermorden und wurde von der Polizei festgenommen. Dadd wurde nach England zurückgebracht und in die geschlossene Abteilung des psychiatrischen Krankenhauses Bedlam eingewiesen.
Im Krankenhaus erlaubte man Dadd weiter zu malen. Dort entstanden viele seiner Meisterwerke. Nach 20 Jahren in Bedlam wurde er in ein anderes psychiatrisches Krankenhaus (Broadmoor) verlegt, in welchem er den Rest seines Lebens verbrachte. Unter welcher Krankheit er genau litt, ist unklar, man geht von einer Form der Schizophrenie aus. Außerdem wird angenommen, dass Dadd unter der Erkrankung litt, die heute als bipolare Störung bezeichnet wird.
Sein gefeiertes Gemälde The Fairy Feller’s Master-Stroke (Der Meisterschlag des Feen-Holzfällers) war die Inspiration für einen gleichnamigen Song der Band Queen, der von Freddie Mercury geschrieben und 1974 veröffentlicht wurde. Des Weiteren schrieb die britische Autorin Angela Carter ein Hörspiel (enthalten in der Sammlung Come unto these yellow sands), das auf seinem Leben basiert. In dem Roman The Wee Free Men (deutscher Titel: Kleine freie Männer) verwendet Terry Pratchett The Fairy Feller’s Master-Stroke als Hintergrund für die Handlung in den Kapiteln 10 und 11.